# Moutiers-sous-Argenton
Moutiers-sous-Argenton là một xã trong tỉnh Deux-Sèvres trong vùng Nouvelle-Aquitaine ở phía tây nước Pháp. Xã này nằm ở khu vực có độ cao trung bình 158 mét trên mực nước biển.